# Toéghin (Pissila)
Pour les articles homonymes, voir Toéghin.
Toéghin est une localité située dans le département de Pissila de la province du Sanmatenga dans la région Centre-Nord au Burkina Faso.

## Géographie
Toéghin se trouve à 3 km au nord-est de Goèma, à 5 km au nord-est de Lebda, à 15 km au sud-ouest de Pissila, le chef-lieu du département, et à environ 15 km au sud-est de Kaya, la capitale régionale. Le village est à 3 km au sud-est de la route nationale 3, axe important reliant à Tougouri à Kaya.

## Économie
L'activité du village repose principalement sur l'agriculture maraichère et la riziculture. Toéghin profite également des projets de la ferme-pilote de Goèma, notamment pour la restauration des terres dégradées, dont 110 ha ont été récupérés en 2014 par le développement des techniques de bocage sahélien.

## Éducation et santé
Le centre de soins le plus proche de Toéghin est le centre de santé et de promotion sociale (CSPS) de Lebda tandis que le centre hospitalier régional (CHR) se trouve à Kaya. Cependant, un CSPS est construction à Goèma qui doit être ouvert à la fin 2021 et deviendra le centre de référence du village.
Toéghin possède une école primaire publique.